# Louis Rombaut
Louis Rombaut (Antwerpen, 10 oktober 1911 - 21 juli 1986) was een Belgisch politicus voor de BWP / BSP.

## Levensloop
Rombaut was een zoon van Lodewijk Rombaut. Hij studeerde aan de universiteit van Gent en promoveerde in 1935 tot doctor in de wijsbegeerte en letteren en in 1937 tot doctor in de rechten.
Van 28 oktober 1948 tot 27 juni 1949 was hij kabinetschef van de minister van Binnenlandse Zaken Piet Vermeylen en van 1961 tot 1965 van de minister van Justitie, eveneens Piet Vermeylen. Van 1939 tot 1976 was hij voor de BWP en daarna de BSP gemeenteraadslid van Antwerpen. Van 1954 tot 1958 zetelde hij in de Kamer van volksvertegenwoordigers voor het arrondissement Antwerpen. In april 1967 werd hij gecoöpteerd senator in de Senaat in opvolging van de overleden Jozef Van Cleemput en oefende dit mandaat uit tot in 1971. Hij werd dan nog provinciaal senator van 1971 tot 1974 en weer gecoöpteerd senator van 1974 tot 1977. 
In de periode december 1971-april 1977 had hij als gevolg van het toen bestaande dubbelmandaat ook zitting in de Cultuurraad voor de Nederlandse Cultuurgemeenschap, die op 7 december 1971 werd geïnstalleerd en de verre voorloper is van het Vlaams Parlement. Van november 1973 tot maart 1974 (eerste ondervoorzitter) en van mei 1974 tot april 1977 (tweede ondervoorzitter) maakte hij deel uit van het Bureau (dagelijks bestuur) van de Cultuurraad.